# Queen's House
Queen's House je bývalá královská rezidence v londýnské čtvrti Greenwich, která v současné době slouží jako veřejná umělecká galerie. Zámeček byl postaven v letech 1616 až 1635 na místě zbořeného Greenwichského paláce. Centrální budovou je Stará královská námořní akademie s velkolepým výhledem na řeku Temži, která je zapsána na seznamu Světového dědictví UNESCO a nazývá se Maritime Greenwich. Architektem Queen's House byl Inigo Jones, který byl ke stavbě pověřen královnou Annou Dánskou v roce 1616. Dům si Anna objednala jako místo pro vystavování a vychutnávání uměleckých děl. Strop Velkého sálu zdobí dílo Orazia Gentileschiho s názvem Alegorie míru a umění. Queen's House je jednou z nejdůležitějších budov v britské architektonické historii, protože jde o první vědomě klasicistní budovu, která byla v zemi postavena. Byla to Jonesova první velká zakázka po návratu z jeho turné po Itálii v letech 1613–1615. Po krátkém využívání královskou rodinu byl Queen's House začleněn do komplexu rozšiřující se Královské nemocnice pro námořníky. Na počátku 19. století byly přistavěny neoklasicistní kolonády a křídla budovy pro námořnickou školu. Dům nyní slouží jako součást Národního námořního muzea a je využíván k vystavování rozsáhlé sbírky námořních maleb a portrétů.